# Klaus von Gaffron

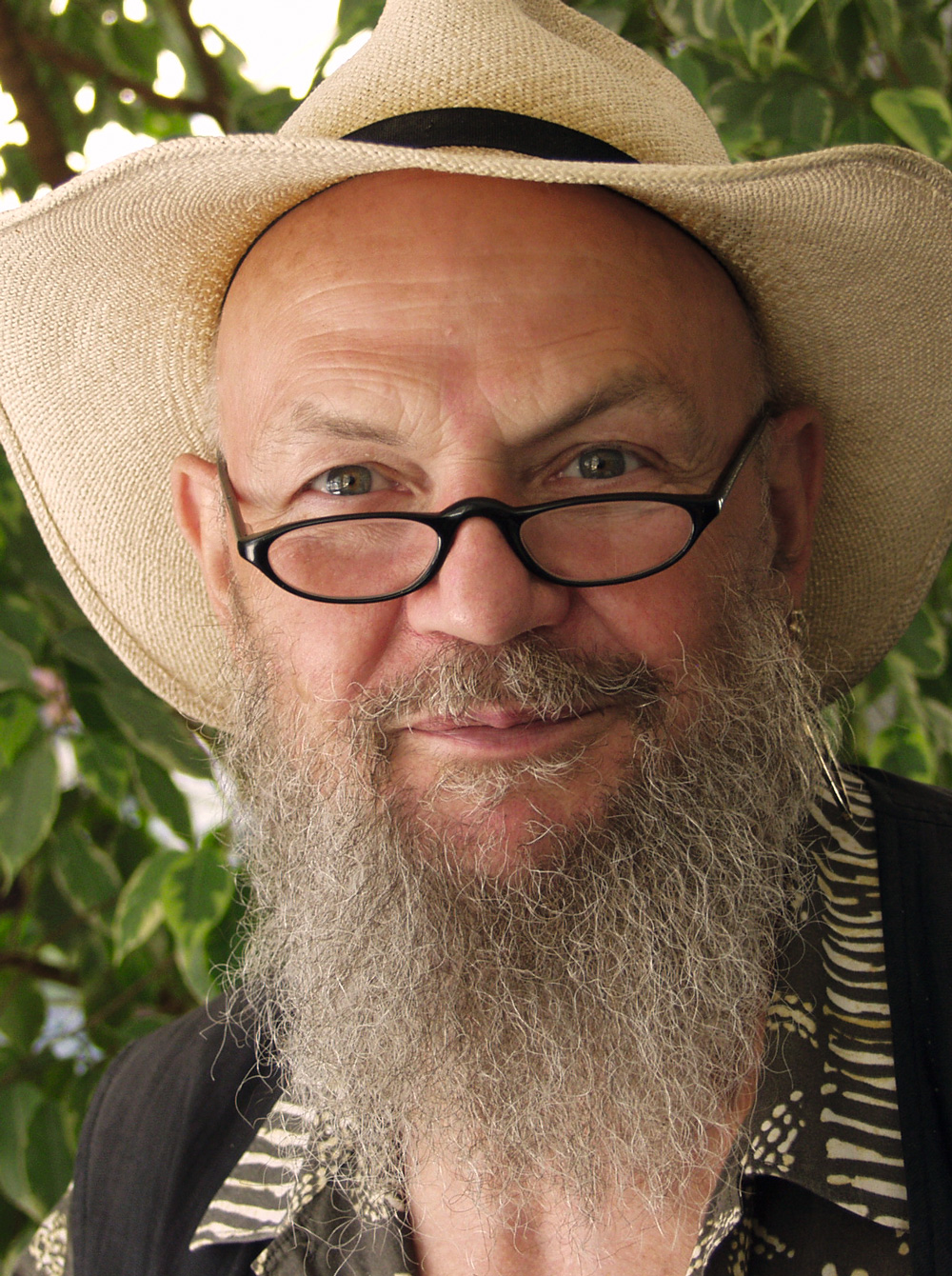
Klaus von Gaffron (Photographie von Michael Wladarsch)

Klaus Rüdiger von Gaffron-Oberstradam (* 2. März 1946 in Straubing; † 27. September 2017 in München) war ein deutscher Fotokünstler. Er gehörte zum schlesischen Uradelsgeschlecht Gaffron.

## Biografie
Klaus von Gaffron besuchte das (humanistische) Johannes-Turmair-Gymnasium in Straubing und absolvierte danach eine Buchhändlerlehre in München. Später studierte er von 1973 bis 1978 an der Akademie der Bildenden Künste in München. Er arbeitete in den Werkstätten für Buchdruck, Siebdruck, Kunststoff und Fotografie. 1978 gründete er die Non-Profit-Galerie Gaffron in München, in der bis 1983 Ausstellungen stattfanden.

## Ausgeübte Ämter
Seit 1992 war er Erster Vorsitzender des Berufsverbandes Bildender Künstler München und Oberbayern e.V., seit 1994 im Vorstand des Berufsverbandes Bildender Künstler Landesverband Bayern e.V. Seit 1994 war er Vizepräsident des Verbandes Freier Berufe Landesverband Bayern, München. Von 1994 bis 2008 war er im Sprecherrat der Kulturpolitischen Gesellschaft Landesverband Bayern. Von 1995 bis 2006 war er im Kunstbeirat Galerie Markt Bruckmühl. Ab 1998 war er im Vorstand des Akademievereins (Vereinigung der Freunde und Förderer der Akademie der Bildenden Künste München).
Seit 1999 war er im Vorstand und Vorstandssprecher des Berufsverbandes Bildender Künstler, Landesverband Bayern e.V. Von 1999 bis 2008 war er stellvertretender Vorsitzender des Kulturforums der Sozialdemokratie in München. Seit 2000 war er im Kuratorium der evangelischen Stadtakademie München und im Kunstbeirat der Himmelfahrtskirche, München. Von 2002 bis 2007 war er im Kunstbeirat der Kreuzkirche in München. Seit 2003 war er im Bildungsausschuss der Vereinigung der Bayerischen Wirtschaft. Seit 2006 war er im Kunstbeirat der Erlöserkirche.

## Auszeichnungen
- 2000: Schwabinger Kunstpreis (Ehrenpreis)
- 2002: Medaille München leuchtet in Silber
- 2006: Bundesverdienstkreuz am Bande
- 2015: Kulturpreis der Dr. Franz und Astrid Ritter-Stiftung für Bildende Kunst[2]